# Conny Aerts
Conny Aerts (Brasschaat, 26 januari 1966) is een Vlaamse astrofysica en hoogleraar wiskunde en astronomie verbonden aan de KU Leuven en de Radboud Universiteit Nijmegen

## Studies
Aerts studeerde wiskunde aan de Universiteit Antwerpen en promoveerde in 1993 tot doctor aan de KU Leuven met een proefschrift waarin ze een methodologie ontwierp en toepaste op tijdreeksen van hoge-resolutie spectra van sterren met het doel hun oscillatiemodi te identificeren. Als postdoc bestudeerde ze aan de University of Delaware stralingsgedreven sterrenwinden. 
In haar onderzoek naar variabele sterren zocht ze met tijdreeksanalyse naar lichtvariaties in de data van ruimtetelescopen, onder meer in de data van Hipparcos van de ESA. Ook de data van de Corotmissie werden door haar geëxploreerd.

## Specialisatie
Ze is gespecialiseerd in de asteroseismologie. Hierbij worden de oscillaties van sterren gedetecteerd en geïnterpreteerd om de interne fysica van sterren te bepalen, geboortemassa, chemische samenstelling en ouderdom. Haar onderzoekseenheid werkte classificatiemethoden uit die toelaten het onderzoek niet per ster uit te voeren, maar uit te voeren op grote tijdreeksen en vervolgens de interessantste sterren te selecteren voor vervolgonderzoek.

## Academische loopbaan
In 2001 werd ze aan de Leuvense universiteit hoofddocente, in 2004 hooglerares en in 2007 gewoon hooglerares. Ze is ook titularis sinds 2004 van een leerstoel asteroseismologie aan de Radboud Universiteit Nijmegen waar ze een expertisepool in de oscillaties van compacte sterren uitbouwde. Aerts verwierf in 2009 een ERC Advanced Grant van het Europese onderzoeksraad, middelen waarmee ze de data bestudeert van het Kepler Space Observatory. Sinds 2011 is ze voorzitster van het Instituut voor Sterrenkunde binnen de KU Leuven.
Van 2000 tot 2003 was ze vice-president, van 2003 tot 2006 president van de Commissie Variabele Sterren (commissie 27) van de Internationale Astronomische Unie. Aerts is sinds 2010 Honorary Fellow van de Royal Astronomical Society. Ze is sinds 2011 lid van de Koninklijke Vlaamse Academie van België voor Wetenschappen en Kunsten.
In 2021 werd ze gekozen als lid van de Koninklijke Nederlandse Akademie van Wetenschappen.

## Prijzen en erkenningen
In 2012 werd Conny Aerts laureate van de Francquiprijs, na selectie door een jury voorgezeten door David Gross met Hartmut Michel als een van de leden.
In 2016 werd ze benoemd als Commandeur in de Leopoldsorde.
In 2020 werd ze door het Fonds voor Wetenschappelijk Onderzoek - Vlaanderen geëerd als de laureate voor de Excellentieprijs dr. A. De Leeuw-Damry-Bourlart 2020 in de Exacte Wetenschappen. Twee jaar later, in 2022, won ze als eerste Belg de Kavli-prijs voor de astrofysica.
In 2023 werd ze Grootofficier in de Leopoldsorde.
In 2024 kreeg ze de Crafoord Prize in Astronomy 2024, samen met Douglas Gough (Universiteit van Cambridge) en Jørgen Christensen-Dalsgaard (Universiteit van Aarhus).